# Mariano Paredes
Mariano Paredes y Arrillaga född  7 januari, 1797, Mexico City och död 7 september, 1849, Mexico City var mexikansk militär, och landets president 1846.